# Lukas Jørgensen
Lukas Jørgensen (født 31. marts 1999 i Lejre, Danmark) er en dansk håndboldspiller, der spiller for den tyske klub SG Flensborg-Handewitt og Danmarks Håndboldlandshold.
Han startede sin håndboldkarriere i barndomsklubben Roskilde Håndbold, hvor han spillede indtil han startede på håndboldlinjen på Oure Kostgymnasium i 2015. I 2018 debuterede Lukas på GOGs førstehånd.
I oktober 2019, blev det offentliggjort at Lukas skiftede klub til Århus Håndbold resten af sæson 19/20. Århus Håndbold offentliggjorde allerede i november 2019, at spillerkontrakten blev forlænget med 2 år frem til 2022. I maj 2021 blev det offentliggjort at Lukas Jørgensen vendte tilbage til GOG efter 2 sæsoner i Århus Håndbold, der gik konkurs i 2021.
I 2017 deltog Jørgensen på U/19 landholdet da der var VM i Georgien hvor Danmark vandt bronze. Han deltog også i 2018 da U/20 landholdet spillede EM i Slovenien, samt i 2019 da U/21 spillede VM i Spanien.
Jørgensen blev udtaget på A-Landsholdet for første gang d. 19. december 2022, som en af de 18 spillere der skulle med til VM for mænd i 2023. Han havde forinden aldrig spillet en eneste kamp for A-Landsholdet. Jørgensen havde debutkamp d. 5. januar 2023, i en testkamp op til VM, mod Saudi-Arabien.